# Spectrobasis
Spectrobasis is een geslacht van vlinders van de familie spanners (Geometridae), uit de onderfamilie Larentiinae.

## Soorten
- S. conferens Prout, 1940
- S. differens Warren, 1907
- S. impectinata Prout, 1916
- S. maligna Warren, 1907
- S. plumosa Warren, 1907
- S. rufa Warren, 1906
- S. viridis Warren, 1906